# 布魯夏斯基語

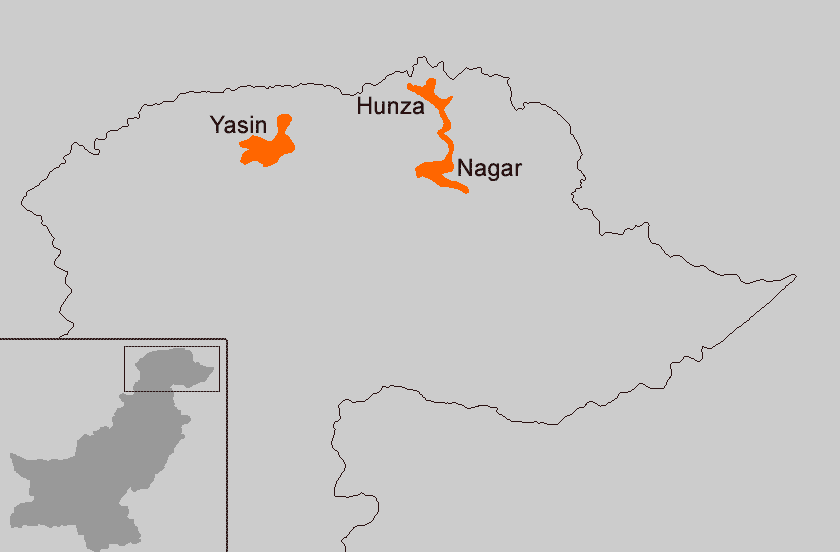

布魯夏斯基語或布鲁沙斯基语，是克什米爾的一種語言。
使用該語言的人口約有9.68萬（2004年統計ethnologue （页面存档备份，存于））。该語言的使用者大部分为布魯紹人，在他们當中有5萬到6萬居住在巴基斯坦北部的坎巨提、那格尔等山區。由於所处的地区偏僻，各地的居民都形成了各自的方言體系。现在的布魯夏斯基語的词汇裡除了固有名词以外，有相當一部分是從烏爾都語及其他周邊民族的语言而來的借詞。這些借詞，有些來自達爾德語支。布魯夏斯基語有三種方言，取名於當地的三個主要山谷。這三種方言分別為：罕萨（Hunza）、那格爾（Nagar）及亞辛（Yasin）。

## 語言分類
在過去，布魯夏斯基語被認為是一種孤立語言。在如今却有說法指出其可能是葉尼塞語系的一種語言。
根据Berger的说法，在《英國英语词典》中的单词“apple（苹果）”和该语言中的“abel”相似。原始印歐语中唯一表示一種水果（树）的词汇，可能是由布魯夏斯基語的一种源语言中借用而来。在现代布魯夏斯基語中，表示‘苹果’或‘苹果树’的词是báalt。

其他猜想从语言谱系学和总语系的角度推断了布魯夏斯基語与北高加索语系、叶尼塞语系、与/或印欧语系的关系。

- 假说中的得内-高加索语系以布魯夏斯基語为一个主要分支，此外还有北高加索语系和叶尼塞语系。
- 卡拉苏克语系，一个假想的总语系，包括布魯夏斯基語和北高加索语系作为一个分支的一部分，这两者都与叶尼塞语系有着更远的亲缘关系。
- 艾里克·P·汉普提出了布魯夏斯基語与印度-赫梯语系（英语：Indo-Hittite）的一些关联。

## 书写系统
布魯夏斯基語主要的交流方式是口語交流而不是书写。有时候人们会使用乌尔都语的书写系统，但是并不存在规范的正字法。Adu Wazir Shafi使用拉丁转写著述了一本书，Burushaski Razon。

## 語音系統
布魯夏斯基語有5个元音：/a /o /i /u
|        |          | 双唇音   | 龈音     | 龈颚音   | 卷舌音   | 软腭音  | 小舌    | 声门音 |
| ------ | -------- | -------- | -------- | -------- | -------- | ------- | ------- | ------ |
| 鼻音   | 鼻音     | m /m/    | n /n/    |          |          | ṅ /ŋ/   |         |        |
| 塞音   | 清送气   | ph /pʰ/1 | th /tʰ/  |          | ṭh /ʈʰ/  | kh /kʰ/ | qh /qʰ/ |        |
| 塞音   | 不送气   | p /p/    | t /t/    |          | ṭ /ʈ/    | k /k/   | q /q/2  |        |
| 塞音   | 浊不送气 | b /b/    | d /d/    |          | ḍ /ɖ/    | g /ɡ/   |         |        |
| 塞擦音 | 清送气 3 |          | ch /t͡sʰ/ | ćh /t͡ɕʰ/ | c̣h /ʈ͡ʂʰ/ |         |         |        |
| 塞擦音 | 清不送气 |          | c /t͡s/   | ć /t͡ɕ/   | c̣ /ʈ͡ʂ/   |         |         |        |
| 塞擦音 | 浊不送气 |          |          | j /d͡ʑ/4  | j̣ /ɖ͡ʐ/5  |         |         |        |
| 擦音   | 清音     |          | s /s/    | ś /ɕ/    | ṣ /ʂ/    |         |         | h /h/  |
| 擦音   | 浊音     |          | z /z/    |          |          |         | ġ /ʁ/   |        |
| 颤音   | 颤音     |          | r /r/    |          |          |         |         |        |
| 边近音 | 边近音   |          | l /l/    | y [j]6   | ỵ /ɻ/7   | w [w]6  |         |        |

语音细节：
1. 有时发成[p͡f]或[f]。
2. 有时发成[q͡χ]或[χ]。
3. 亚辛方言中缺乏此类音，而使用不送气音。
4. 有时发成[ʑ]。
5. 有时发成[ʐ]。
6. 伯格认为[w]、[j]是出现在外来语中/i/、/u/之前的变体。
7. 有各種不常見發音。比如[ʐʲ]、[ʐ]。

## 外部連結
- Burushaski: An Extraordinary Language in the Karakoram Mountains (PDF) （页面存档备份，存于）
- Ilija Casule publications on Thraco-Phrygian and Balto-Slavic connections of Burushaski （页面存档备份，存于）
- A language profile for Burushaski. Get a detailed look at the language, from population to dialects and usage. （页面存档备份，存于）